# 10 Years (Daði Freyr)
10 Years è un singolo del cantante islandese Daði Freyr, pubblicato il 13 marzo 2021 come terzo estratto dal secondo EP Welcome.
Il brano è stato selezionato per rappresentare l'Islanda all'Eurovision Song Contest 2021.

## Descrizione
In seguito alla sua vittoria a Söngvakeppnin 2020, Freyr aveva guadagnato il diritto di rappresentare il suo paese all'Eurovision Song Contest 2020 con il brano Think About Things, prima della cancellazione dell'evento. A ottobre 2020 l'emittente televisiva RÚV l'ha riconfermato per l'edizione eurovisiva successiva. 10 Years è stato scelto come nuovo brano eurovisivo islandese e presentato durante un programma televisivo dedicato al cantante la sera del 13 marzo 2021, in concomitanza con la sua pubblicazione sulle piattaforme digitali.
Nel maggio successivo, dopo essersi qualificato dalla seconda semifinale, Freyr si è esibito nella finale eurovisiva a Rotterdam, dove si è piazzato al 4º posto su 26 partecipanti con 378 punti totalizzati, regalando all'Islanda il suo miglior piazzamento dall'edizione del 2009.

## Tracce
1. 10 Years – 2:46

## Classifiche

### Classifiche settimanali
| Classifica (2021) | Posizione massima |
| ----------------- | ----------------- |
| Belgio (Fiandre)  | 56                |
| Finlandia         | 8                 |
| Grecia            | 33                |
| Irlanda           | 38                |
| Islanda           | 1                 |
| Lituania          | 11                |
| Norvegia          | 33                |
| Paesi Bassi       | 15                |
| Regno Unito       | 43                |
| Svezia            | 23                |
| Svizzera          | 80                |

### Classifiche di fine anno
| Classifica (2021) | Posizione |
| ----------------- | --------- |
| Islanda           | 10        |